# Битораяц, Рене
Рене Битораяц (хорв. René Bitorajac, сербохорв. Рене Биторајац; род. 2 марта 1972) — югославский и хорватский актёр театра, кино и телевидения; также телеведущий.

## Биография
Рене Битораяц родился в Загребе в 1972 году. В театре начал выступать в возрасте семи лет, в кино же, в свою очередь, он попал двумя годами позже. Актёрское образование получил в Академии драматического искусства в Загребе, которую окончил в 1996 году. Кроме актёрского искусства он также ведёт разные телепередачи и шоу на хорватском телевидении.

## Избранная фильмография
- 1981 — Гости из Галактики / Gosti iz galaksije (Югославия, Чехословакия)
- 1984 — Тайна старого чердака / Tajna starog tavana (Югославия)
- 1985 — Антиказанова / Anticasanova (Югославия)
- 1996 — Как началась война на моем острове / Kako je počeo rat na mom otoku (Хорватия)
- 1998 — Когда мертвые запевают / Kad mrtvi zapjevaju (Хорватия)
- 1999 — Богородица / Bogorodica (Хорватия)
- 2001 — Ничья земля / Ničija zemlja (Босния и Герцеговина, Словения, Франция, Италия)
- 2003 — Свидетели / Svjedoci (Хорватия)
- 2003 — Сыр и мармелад / Kajmak i marmelada (Словения)
- 2004 — Долгая мрачная ночь / Duga mračna noć (Хорватия)
- 2008 — Некролог для Эскобара / Читуља за Ескобара (Сербия)
- 2009 — Метастазы / Metastaze (Хорватия, Сербия, Босния и Герцеговина)
- 2012 — Людоед-вегетарианец / Ljudožder vegetarijanac (Хорватия)